# Бебленхајм
Бебленхајм (фр. Beblenheim) насеље је и општина у источној Француској у региону Алзас, у департману Горња Рајна која припада префектури Рибовиле.
По подацима из 2011. године у општини је живело 978 становника, а густина насељености је износила 174,33 становника/km². Општина се простире на површини од 5,61 km². Налази се на средњој надморској висини од 215 метара (максималној 274 m, а минималној 180 m).

## Демографија
| 1962. | 1968. | 1975. | 1982. | 1990. | 1999. | 2011. |
| ----- | ----- | ----- | ----- | ----- | ----- | ----- |
| 737   | 801   | 805   | 883   | 918   | 943   | 978   |

График промене броја становника у току последњих година